# Орликское сельское поселение
Се́льское поселе́ние «Орликское» (бур. Орлигын hомон) — муниципальное образование в Окинском районе Бурятии Российской Федерации.
Административный центр — село Орлик.

## История
Статус и границы сельского поселения установлены Законом Республики Бурятия от 31 декабря 2004 года № 985-III «Об установлении границ, образовании и наделении статусом муниципальных образований в Республике Бурятия»

## Население
| 2002  | 2011  | 2012  | 2013  | 2014  | 2015  | 2016  |
| ----- | ----- | ----- | ----- | ----- | ----- | ----- |
| 2496  | ↗2834 | ↗3037 | ↗3064 | ↘3040 | ↗3058 | ↗3064 |
| 2017  | 2018  | 2019  | 2020  | 2021  | 2023  | 2024  |
| ↗3117 | ↘3110 | ↘3074 | ↗3089 | ↘3033 | ↘3029 | ↘3028 |

## Состав сельского поселения
| № | Населённый пункт | Тип населённого пункта       | Население |
| - | ---------------- | ---------------------------- | --------- |
| 1 | Балакта          | улус                         | ↗241      |
| 2 | Орлик            | село, административный центр | ↗2555     |
| 3 | Хара-Хужир       | улус                         | ↘214      |